# Ucrania en los Juegos Olímpicos de Pyeongchang 2018
Ucrania estuvo representada en los Juegos Olímpicos de Pyeongchang 2018 por un total de 33 deportistas que compitieron en 9 deportes. Responsable del equipo olímpico fue el Comité Olímpico Nacional de Ucrania, así como las federaciones deportivas nacionales de cada deporte con participación.
La portadora de la bandera en la ceremonia de apertura fue la biatleta Olena Pidhrushna.

## Medallistas
El equipo olímpico ucraniano obtuvo las siguientes medallas:
| Nombre             | Deporte          | Competición   |
| ------------------ | ---------------- | ------------- |
| Oro                |                  |               |
| Olexandr Abramenko | Esquí acrobático | Salto aéreo M |
| Plata              |                  |               |
| —                  |                  |               |
| Bronce             |                  |               |
| —                  |                  |               |